# Cora Vaucaire
Cora Vaucaire, pseudonimul lui Geneviève Collin, (n. 22 iulie 1918, Marsilia, Franța – d. 17 septembrie 2011, Paris, Île-de-France, Franța) a fost o cântăreață și actriță franceză, interpretă a numeroase melodii de succes ca Trois petites notes de musique, La Complainte de la Butte, Bal chez Temporel și binecunoscuta Les feuilles mortes.
Supranumită de jurnalistul Maurice Ciantar „Dame blanche de Saint-Germain-des-Prés” („Doamna albă din Saint-Germain-des-Prés”), a jucat și la începuturile carierei sale sub pseudonimul Michèle Dax.

## Biografie
Deși de origine bretonă, Geneviève Collin, acesta este numele ei adevărat, s-a născut la Marsilia în 1918 dintr-un tată care era căpitan de cursă lungă și o mamă care era foarte „cu picioarele pe pământ”. 
Și-a petrecut copilăria într-o pensiune din „capitala” Marsilia, de care păstrează cea mai lamentabilă amintire. La 16 ani, se stabilește la Paris sub aripa bunicii materne care o încurajează să urmeze Conservatorul. 
Frecventează apoi cursurile lui Dullin și face puțină figurație. Cântă, de asemenea, Mon légionnaire (cântecul lui Edith Piaf) și este angajată la Chauve-Souris din Montmartre. Apoi, sub numele de Michèle Dax, apare ici și colo fără a abandona cântatul, prima ei vocație.
Apărând un repertoriu fără compromisuri, a creat „La Complainte de la Butte” pentru filmul French Cancan de Jean Renoir în 1955 și a interpretat Trois petites notes de musique în filmul Absență îndelungată de Henri Colpi pe un scenariu de Gérard Jarlot și Marguerite Duras (Palma de aur la Festivalul de Film de la Cannes 1961). 
Cântă melodii din repertoriul café-concert: Harry Fragson (Je ne peux pas), Yvette Guilbert (Quand on vous aime comme ça) și reia Le Temps des cerises și cântă Internaționala în fața fabricilor aflate în grevă.
De asemenea, trebuie să evidențiem interpretarea sa a mai multor alte cântece cheie (în franceză Chanson phare, engleză signature songs), precum: Le Pont Mirabeau (versuri de Guillaume Apollinaire, muzică de Léo Ferré), Maintenant que la jeunesse (versuri de Louis Aragon, muzică de Lino Léonardi) sau L'Écharpe (text și muzică de Maurice Fanon).

## Discografie

### Albume studio
- 1956 – Les Jardins de Paris (Pathé)
- 1956 – Chansons pour ma mélancolie (Pathé)
- 1964 – Complainte du Roy Renaud (Pathé)
- 1972 – Plaisir d'amour (Le Chant du monde)
- 1976 – Heureusement on ne s'aimait pas (Festival)

### Compilații
- 1999 – Cora Vaucaire, deux disques, réédition du catalogue Pathé par EMI Music (4 CD)
- 2005 – Cora Vaucaire, la dame blanche de Saint-Germain-des-Prés, disque EPM Musique
- 1952 - 1961 – Les Trésors oubliés de la chanson (studio Parélies - Paris) Format:Commentaire

## Filmografie selectivă
- 1955 French Cancan de Jean Renoir : voce dublaj rolul Esther Georges
- 1957 Les truands, regia Carlo Rim : cântăreața
- 1958 Clara et les méchants (ou Bourreaux d'enfants), regia Raoul André
- 1961 Absență îndelungată (Une aussi longue absence), regia Henri Colpi (Trois petites notes de musique)
- 1964 La Joconde: Histoire d'une obsession, regia Henri Gruel (scurtmetraj artistic)
- 1964 Caruselul (La Ronde), regia Roger Vadim : cântăreața
- 1970 Capriciile Mariei (Les caprices de Marie), regia Philippe de Broca : interpreta mai multot melodii
- 1970 Un seul jour de la vie, regia Jean-Pierre Gallo : Cora